# کاروانسرای زیرو
کاروانسرای زیرو یا زیرآب مربوط به دورهٔ متاخر اسلامی، دورهٔ صفوی است و در نزدیکی روستای مغستان اردکان؛ ۱۲۵ کیلومتری جادهٔ یزد مشهد، غرب جاده، مجموعهٔ زیرو واقع شده است. این اثر در تاریخ ۲۲ آبان ۱۳۸۶ با شمارهٔ ثبت ۱۹۹۰۶ به‌عنوان یکی از آثار ملی ایران به ثبت رسیده است.